# Traumazine (álbum)
Traumazine es el segundo álbum de estudio de la rapera estadounidense Megan Thee Stallion, publicado el 12 de agosto de 2022 por 300 Entertainment y 1501 Certified.
Tras su lanzamiento, Traumazine recibió críticas positivas de los críticos, que elogiaron su producción y el flow de Megan. El álbum fue precedido por tres sencillos: "Sweetest Pie", con la cantante inglesa Dua Lipa, publicado el 11 de marzo de 2022, "Plan B", publicado el 22 de abril de 2022, y "Pressurelicious", con el rapero estadounidense Future, publicado el 21 de julio de 2022. Además de Lipa y Future, el álbum cuenta con apariciones adicionales de Key Glock, Latto, Pooh Shiesty, Rico Nasty, Jhené Aiko, Lucky Daye, Sauce Walka, Lil' Keke y Big Pokey.

## Antecedentes
En 2020 Megan Thee Stallion demandó a su discográfica 1501 Certified Entertainment para renegociar su contrato, después de que su compañía de management Roc Nation lo considerara "dudoso". Cuando se publicó Something for Thee Hotties la discográfica no lo reconoció como álbum, porque tiene 29 minutos de material nuevo en lugar de 45, por lo que la rapera tendría que publicar dos álbumes más además de Something. El 18 de febrero de 2022, Megan presentó una demanda contra la discográfica alegando que Something respeta la definición de álbum con al menos 45 minutos de material.
El 11 de agosto de 2022, Megan se dirigió a Twitter para anunciar que su segundo álbum de estudio Traumazine saldría a la venta al día siguiente. La rapera también escribió sobre la demanda, expresando su decepción y angustia emocional por la dificultad que está experimentando para lanzar su música, pero terminando su mensaje a los fanes con la frase "casi salimos".
Megan definió el título del álbum como una referencia a una sustancia química que se libera en el cerebro cuando se está obligado a enfrentarse a "emociones dolorosas causadas por acontecimientos y experiencias traumáticas".

## Composición
Líricamente, Traumazine contiene temas relacionados con la autoexpresión, el empoderamiento de las mujeres afroamericanas, la muerte y la superación de momentos difíciles en la vida. En una entrevista con Ebro Darden y Nadeska Alexis de Apple Music, la rapera habló sobre el significado del proyecto discográfico:
Normalmente cuando escribo canciones [...] puedo estar triste. [...] No escribo canciones sobre cómo me siento, escribo canciones sobre cómo quiero sentirme. Así que siento que, en este álbum, es probablemente la primera vez que descubro cómo hablar de lo que quiero decir... expresarme un poco más. Así es como he estado viviendo la vida. Y siento que ha sido tan fácil para la gente a contar mi historia para mí, hablar en mi nombre porque soy una persona indiferente, me siento como. [...] Pero ahora veo que puede descontrolarse, así que creo que quería tomar las riendas de mi relato, tomar las riendas de mi propia historia. Contarla a mi manera, contarla desde mí perspectiva.

## Crítica
Moisés Méndez II, periodista de Time, escribió que la rapera "alterna entre derribar todos los obstáculos que se interponen en su camino y darse cuenta de que algunos tardarán más en superarse que otros", y añadió que "con Traumazine, la vemos profundizar en sus inseguridades", citando las "líneas más desgarradoras del álbum", en referencia a la muerte de sus padres. Mendez también destacó el tono "oscuro y ominoso" de la producción, con referencias líricas al difícil ascenso de una mujer afroamericana en la industria musical y a la batalla legal para disolver su contrato discográfico con 1501 Certified.
El editor de NPR Sidney Madden definió el álbum como un "enorme paso artístico" porque "las pistas se compensan con profundas contemplaciones sobre el trauma que ha experimentado en su vida hasta ahora y, más concretamente, la doble moral de la sociedad que arrastran las mujeres negras cuando son cosificadas". Madden afirma que es comparable a un diario en el que "ella tiene un flujo de conciencia. [Es crudo. Es real. Y no se puede fingir".
En una crítica más reservada para AllMusic, Fred Thomas describió el álbum como "sólido pero inconsistente, con un pie en el rap mainstream de fórmula probada y el otro en un territorio más confesional, emocionalmente desnudo que es nuevo para Megan Thee Stallion. A pesar de su irregularidad ocasional, el álbum es emocionante tanto en sus momentos de éxito probado por el público como cuando Megan rompe el barniz de su personaje invencible para compartir sentimientos difíciles, desordenados y reales."

## Resultados comerciales
Traumazine debutó en el número cuatro de la lista estadounidense Billboard 200 con 63.000 unidades equivalentes a un álbum (incluidas 8.000 ventas de álbumes puros), convirtiéndose en el quinto álbum de Megan Thee Stallion en el top-10 estadounidense.

## Lista de canciones
| Traumazine track listing |                                                                        |                 |          |  |
| N.º                      | Título                                                                 | Producer(s)     | Duración |  |
| 1.                       | «NDA»                                                                  | HitKidd         | 3:21     |  |
| 2.                       | «Ungrateful» (con Key Glock)                                           | Bandplay        | 2:34     |  |
| 3.                       | «Not Nice»                                                             | D-Sims          | 2:46     |  |
| 4.                       | «Budget» (con Latto)                                                   | OG Parker       | 3:22     |  |
| 5.                       | «Her»                                                                  | CashMoneyAP     | 2:17     |  |
| 6.                       | «Gift & a Curse»                                                       | Murda Beatz     | 2:52     |  |
| 7.                       | «Ms. Nasty»                                                            | Bankroll Got It | 2:12     |  |
| 8.                       | «Who Me» (con Pooh Shiesty)                                            | KTOE            | 1:58     |  |
| 9.                       | «Red Wine»                                                             | Bankroll Got It | 2:34     |  |
| 10.                      | «Scary» (con Rico Nasty)                                               | Avedon          | 2:34     |  |
| 11.                      | «Anxiety»                                                              | Go Grizzly      | 2:16     |  |
| 12.                      | «Flip Flop»                                                            | LilJuMadeDaBeat | 2:08     |  |
| 13.                      | «Consistency» (con Jhené Aiko)                                         | Bongo ByTheWay  | 3:40     |  |
| 14.                      | «Star» (con Lucky Daye)                                                | J White         | 3:30     |  |
| 15.                      | «Pressurelicious» (con Future)                                         | HitKidd         | 2:53     |  |
| 16.                      | «Plan B»                                                               | Rob Holladay    | 2:44     |  |
| 17.                      | «Southside Royalty Freestyle» (con Sauce Walka, Big Pokey & Lil' Keke) | Juicy J         | 4:03     |  |
| 18.                      | «Sweetest Pie» (con Dua Lipa)                                          | Parker          | 3:21     |  |
| 51:05                    |                                                                        |                 |          |  |

## Personal
- Colin Leonard - masterización (1-14, 17)
- Mike Dean - masterización, mezcla (15, 16, 18)
- Jaycen Joshua - mezcla (1-14, 17)
- Shawn Jarrett - ingeniería (1-14, 16-18)
- Joshua Queen - ingeniería (10)
- Zeke Mishanec - ingeniería (15)
- Mark Shick - ingeniería (18)
- Sage Skofield - mezcla adicional (4)
- DJ Riggins - asistencia en la mezcla (1-14, 17)
- Jacob Richards - asistencia de mezcla (1-14, 17)
- Mike Seaberg - asistencia de mezcla (1-14, 17)
- Sean Solymar - asistencia en las mezclas (15)
- Tommy Rush - asistencia en la mezcla (15)

## Charts

### Weekly charts
| Chart (2022)                                   | Peak position |
| ---------------------------------------------- | ------------- |
| Australia (ARIA)                               | 68            |
| Australia Australian Hip Hop/R&B Albums (ARIA) | 21            |
| Bélgica (Ultratop Flandes)                     | 190           |
| Bélgica (Ultratop Valonia)                     | 197           |
| Canadá (Billboard Canadian Albums)             | 19            |
| Nueva Zelanda New Zealand Albums (RMNZ)        | 27            |
| Reino Unido (UK Albums Chart)                  | 65            |
| Reino Unido (UK R&B Albums)                    | 19            |
| Estados Unidos (Billboard 200)                 | 4             |
| Estados Unidos (Top R&B/Hip-Hop Albums)        | 3             |

### Listas de fin de Año
| Chart (2022)                                         | Position |
| ---------------------------------------------------- | -------- |
| Estados Unidos US Billboard 200                      | 193      |
| Estados Unidos US Top R&B/Hip-Hop Albums (Billboard) | 73       |

## Historial de Lanzamiento
| Region | Fecha                | Formato          | Discográfica (s) | Ref.   |
| ------ | -------------------- | ---------------- | ---------------- | ------ |
| Varios | 12 de agosto de 2022 | descarga digital | 1501 Certified   | [ 36 ] |
| Varios | 15 de agosto de 2022 | CD               | 1501 Certified   | [ 37 ] |